# King Leer
«King Leer» (укр. «Король Злісний Погляд») — шістнадцята серія двадцять дев'ятого сезону мультсеріалу «Сімпсони», прем'єра якої відбулась 15 квітня 2018 року у США на телеканалі «Fox».

## Сюжет
Сім'я Сімпсонів перебуває у школі, де Барт повинен вибрати собі музичний інструмент. Хлопчик вибирає скрипку. Він дізнається від вчителя музики, що, якщо він зламає її, Гомер повинен буде заплатити за це. Барт знущається над Гомером погрожуючи зламати скрипку. Гомер багаторазово зберігає її, але розбивши свій пивний кухоль, скаженіє і розбиває скрипку. Щоб напитися з радості «звільнення», Гомер йде в таверну Мо.
Несподівано Мо отримує телефонний дзвінок, злиться на абонента і сердито проганяє клієнтів зі свого бару. Мардж приїжджає, щоб забрати свого чоловіка, але разом з Гомером вони виявляють, що Мо виходить з бару, і слідують за ним. Вони стають свідками, як Мо бореться зі своїм батьком, Морті Сизляком.
Мо розповідає, що їх сімейний бізнес з продажу матраців включав в себе використання постільних клопів, щоб зіпсувати матраци конкурентів. Однак, якось через слабкість Мо власники магазину-конкурента «Sleep ’N Snooze» укр. «Спи і дрімай») підклали постільних клопів їм, і матрацна імперія Сизляків «Mattress King» (укр. «Король матраців») була зруйнована, і Мо вигнали з дому.
Мардж і Гомер намагаються возз'єднати сім'ю. Вони запрошують Мо, його брата Марва, його сестру Міні і їхнього батька на вечерю до будинку Сімпсонів. За вечерею ворожа обстановка. Сім'я Мо не ладнає один з одним, тому Мардж і Гомер приносять телевізор в їдальню кімнату, щоб показати Сизлякам хороші часи, які вони мали в рекламі матраців. Побачивши себе в рекламі з різдвяною темою, вони миряться. Морті дає кожному зі своїх дітей ключ від магазину, а сам йде на пенсію.
У магазині Мо збираються місцеві жителі. Мо показує їм нову рекламу матраців, зроблену разом з Марвом і Міні. Незабаром він розуміє, що брат і сестра мали намір саботувати його і його магазин, сказавши, що на його матрацах помирали люди, в тому числі самітники, товстуни і в'язні… З цього моменту Марв з Міні повертаються спиною до Мо, і продовжують саботаж, що у відповідь робить і Мо з Гомером.
Дізнавшись про все це, Мардж розповідає батькові Мо, що його діти б'ються один з одним, і їй потрібна його допомога. Спочатку він відмовляється, але Мардж вмовляє його.
Мардж, Гомер і Морті бачать Мо на складі матраців, де він і його батько раніше билися. Мо оголошує, що він знищить матраци свого брата і сестри. Цьому раптово стає радим Морті Сізлак. В останній момент Мо не наважується на свій вчинок. Мардж заспокоює його кажучи, що деяким родинам (таким, як Сизляки) краще не спілкуватись. Однак, він випадково упускає і розбиває банку з клопами, і всі залишають будівлю, царапаючись…
У сцені під час титрів Мо знімає нову рекламу свого магазину з допомогою Гомера, Карла і Ленні. Однак, на нього падає матрац, проте без серйозних травм.

## Ставлення критиків і глядачів
Під час прем'єри серію переглянули 2,26 млн осіб з рейтингом 1.0, що зробило її найпопулярнішим шоу на каналі «Fox» тієї ночі.
Денніс Перкінс з «The A.V. Club» дав серії оцінку B-, сказавши, що серії «вдалося відшукати в найменш авторитетному бармені у Спрінґфілді досить якісного Мо…».
Тоні Сокол з «Den of Geek» дав серії три з половиною з п'яти зірок, сказавши, що серія — «найвища точка сезону, але, здебільшого, через побічні геги…».
Згідно з голосуванням на сайті The NoHomers Club більшість фанатів оцінили серію на 4/5 і 5/5 із середньою оцінкою 3,76/5.